# Мітавська марка
Мітавська марка (латис. Jelgavas markas) — грошові знаки, або боргові розписки Мітавського органу міського самоврядування, введені в обіг 12 серпня 1915 року.

## Історія

Мітавські 5 пфенігів, 1915 року

Мітавські 100 марок, 1915 року

У 1914 році німецькі війська зайняли частину Курляндії — місто Мітаву (Єлгава). 12 серпня 1915 року було випущені перші грошові знаки міста Мітави, більш відомі як боргові розписки Мітавського міського самоврядування (латис. Jelgawas pilsehtas walde), про що свідчать написи латиською мовою на аверсі купюри та німецькою на реверсі. Відомі купюри лише 2 номіналів: 5 пфенігів та 100 марок. Паралельно з мітавською маркою в обігу перебували німецькі марки, мітавські рублі, ост-рублі. Крім того, неофіційно в обігу був також рубль Російської імперії. Виготовлялися банкноти на місцевій типографії. Кількість грошових знаків — невідома.